# Служба национальных языков
Служба национальных языков (англ. National Language Services, африкаанс Nasionale Taaldiens, сесото Tshebeletso ya Setjhaba ya Puo, свати Luphiko lwemSebenti wetiLwimi taVelonkhe, коса Iinkonzo Zeelwimi Zesizwe, венда Tshumelo ya Nyambo dza Lushaka, тсвана Tirelo ya Dipuo tsa Bosetšhaba, зулу Uphiko Lwezilimi Kuzwelonke) — официальная организация Южно-Африканской Республики, способствующая и облегчающая общение между разными народами в Южной Африке. В соответствии с языковыми требованиями Конституции ЮАР, NLS управляет языковым разнообразием южноафриканского общества и несет ответственность за освоение всех официальных языков народов ЮАР, поставив в практическую политику эффект мер, направленных на поощрение использования этих языков, в том числе языки которые исторически в запущенном состоянии.
В Южно-Африканской Республике 11 официальных языков, среди которых английский, африкаанс, венда, зулу, коса, ндебеле, свати, северный сото, сесото (южный сото), тсвана, тсонга.
Основным видом деятельности службы национальных языков является «удовлетворение языковых требований Конституции путём содействия, поощрения и обеспечения перевода и редактирования услуги на всех официальных языках и управления языкового разнообразия с помощью языка и терминологии, планирования проектов».
NLS имеет функцию системы профессиональной языковой поддержки правительства на перевод официальных документов на всех официальных языках. Его терминология услуг помогает развитию и модернизации технических словарей официальных языков. Речевые функции планирования включают в себя консультирование правительства по развитию языковой политики и стратегии внедрения.